# Cuspicephalus
Cuspicephalus es un género extinto de pterosaurio monofenestrado que vivió durante el Jurásico superior en lo que ahora es Gran Bretaña.

## Descubrimiento
Cuspicephalus es conocido a partir del holotipo MJML K1918, un cráneo parcial que carece de mandíbula y dentición. Fue colectado en diciembre de 2009 por Steve Etches en Kimmeridge Bay, Isla de Purbeck localizada en la costa de Dorset, Inglaterra. Esta localidad está referida a la biozona del ammonite Autissiodorensis en la parte inferior de la formación Kimmeridge Clay, que data de principios del Kimmeridgiense en el Jurásico Superior, hace cerca de 155,7-153 millones de años.

## Descripción

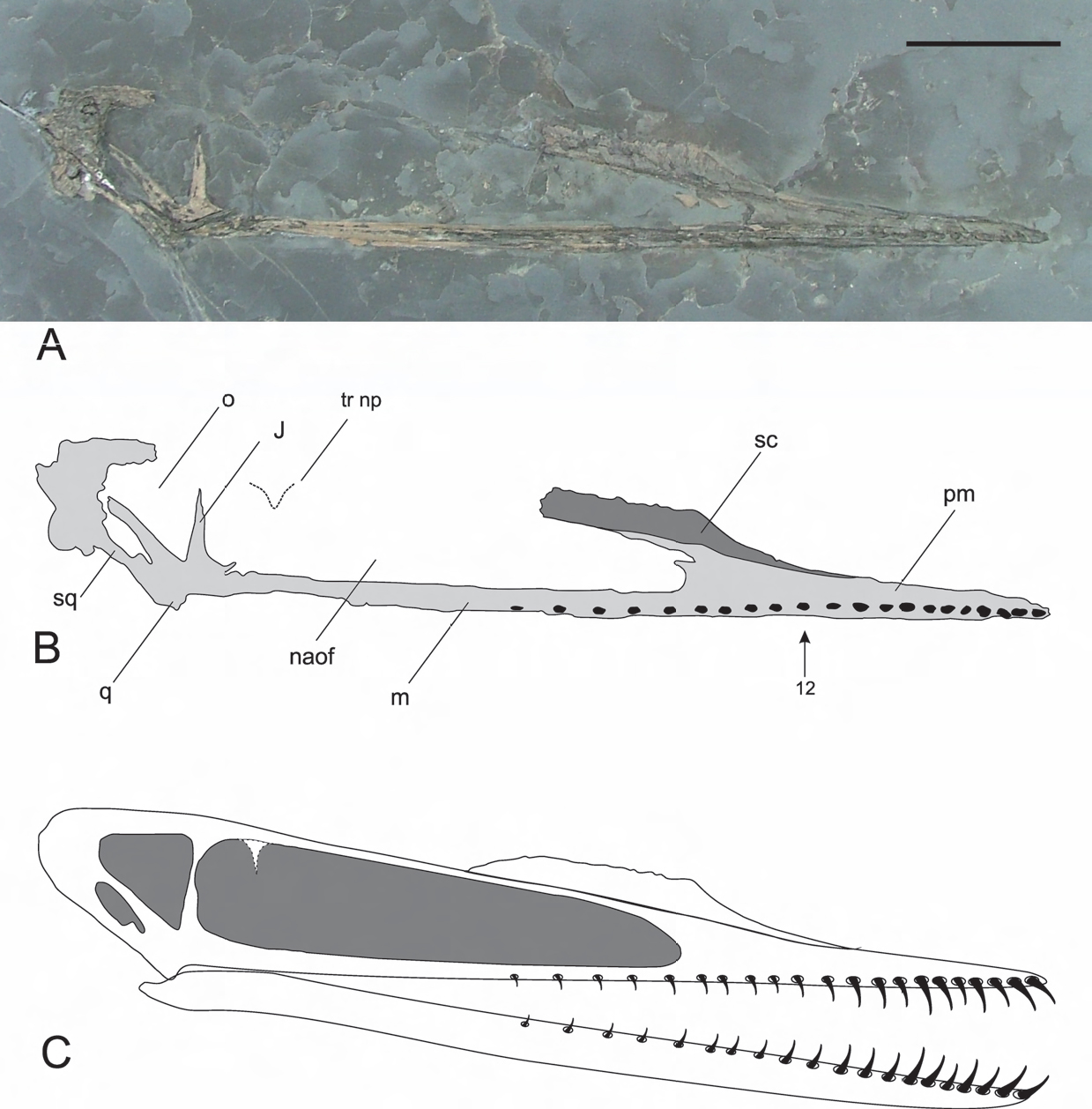
Imagen del cráneo y reconstrucción.

El cráneo es de constitución ligera y tiene una longitud de 326 milímetros. Es muy alargado, con sólo 55 milímetros de altura en la parte posterior, y tiene un perfil triangular. Casi la mitad de esta longitud es ocupada por una abertura craneal grande, la fenestra nasoantorbitalis, una confluencia de la fenestra antorbitalis original, típica de los arcosaurios con las fosas nasales. En frente de esta abertura se presenta un hocico bajo y alargado. El índice rostral sensu Naish & Martill de este hocico, en el que su longitud se divide por su máxima altura, es 5.4, el valor más alto conocido para cualquier pterosaurio. En el hocico hay entre once y doce dientes, mientras que el total para el maxilar superior se estima entre veinticinco a treinta. Los dientes son mayores en el frente y declinan gradualmente hacia la parte posterior. Poseen una amplia base con una sección transversal oval. Quizás estos apuntaban hacia afuera pero la deformación del fósil impide saberlo con certeza.
Sobre la parte superior del cráneo, detrás del hocico y sobre la fenestra se extendía una baja cresta ósea longitudinal. Consistía en hueso fibroso, dirigido verticalmente, que pudo haber formado la base de una cresta más alta de tejido blando. La cresta comenzaba sobre la posición del diente duodécimo; su terminación en la parte posterior es desconocida debido al daño pero se considera improbable que se extendiera más allá de los ojos, ya que la cima del cráneo no muestra ningún rastro de esta. La mayor altura de la cresta se encuentra en la parte media preservada.

## Etimología
Cuspicephalus fue nombrado originalmente por David M. Martill y Steve Etches en 2011 y la especie tipo es Cuspicephalus scarfi. El nombre del género se deriva del latín cuspi, es decir "punta, cúspide" debido a la forma de punta de su rostro, y el griego cephalus, que significa "cabeza". El nombre de la especie honra al artista y caricaturista Gerald Scarfe por sus caricaturas que se caracterizan por representar frecuentemente narices puntiagudas.

## Filogenia
Los descriptores no desarrollaron un análisis cladístico para determinar la situación exacta de Cuspicephalus en la filogenia de los pterosaurios. Usando el método comparativo, ellos notaron la similitud con Germanodactylus. Hasta hace poco los pterosaurios con una forma craneal similar a la de Cuspicephalus podrían ser directamente asignados a los Pterodactyloidea. Dado que se sabe actualmente que otros grupos más basales tenían cabezas comparables, los descriptores situaron a Cuspicephalus como un miembro del grupo más general Monofenestrata. Un análisis más exhaustivo publicado en 2015 determinó que Cuspicephalus era probablemente un pterosaurio monofenestrado primitivo, y específicamente, un miembro del grupo Wukongopteridae.